# João Braz de Aviz
João Bráz de Aviz (Mafra, 24 april 1947) is een Braziliaans geestelijke en een kardinaal van de Rooms-Katholieke Kerk.
Bráz de Aviz werd op 26 november 1972 tot priester gewijd. Op 6 april 1994 werd hij benoemd tot hulpbisschop van Vitória; zijn bisschopswijding vond plaats op 31 mei 1994. Op 12 augustus 1998 werd hij benoemd tot bisschop van Ponta Grossa.
Op 17 juli 2002 werd Bráz de Aviz benoemd tot aartsbisschop van Maringá, en op 28 januari 2004 tot aartsbisschop van Brasilia.
Op 4 januari 2011 werd Bráz de Aviz benoemd tot prefect van de congregatie voor de Instituten van Gewijd Leven en Gemeenschappen van Apostolisch Leven.
Bráz de Aviz werd tijden het consistorie van 18 februari 2012 kardinaal gecreëerd. Hij kreeg de rang van kardinaal-diaken. Zijn titeldiakonie werd de Sant'Elena fuori Porta Prenestina.
Op 4 maart 2022 werd Bráz de Aviz bevorderd tot kardinaal-priester. Zijn titeldiakonie werd tevens zijn titelkerk pro hac vice.
De congregatie voor de Instituten van Gewijd Leven en Gemeenschappen van Apostolisch Leven werd in 2022 opgeheven bij de invoering van de apostolische constitutie Praedicate Evangelium. De taken en bevoegdheden van de congregatie werden toegewezen aan de nieuw ingestelde dicasterie voor Instituten van Gewijd Leven en voor Gemeenschappen van Apostolisch Leven, waarvan Bráz de Aviz de eerste prefect werd. 
Bráz de Aviz ging op 6 januari 2025 met emeritaat. Simona Brambilla volgde hem op als prefect.
- Biblioteca Nacional de España: XX5223768
- Bibliothèque nationale de France: cb16775579h (data)
- Gemeinsame Normdatei: 1069125741
- International Standard Name Identifier: 0000 0003 8481 349X
- Istituto Centrale per il Catalogo Unico: PBEV010356
- Système universitaire de documentation: 180024434
- Virtual International Authority File: 278228817
- WorldCat: E39PBJmXM4jPxmBVKHhcBHcF8C